# Kalendarz chiński
Kalendarz chiński – kalendarz księżycowo-słoneczny dzielący rok na 12 miesięcy po 29 i 30 dni. Co pewien czas - 7 razy w ciągu 19-letniego cyklu - dodaje się 13 miesiąc. Jest to tzw. cykl Metona (analogicznie jak w kalendarzu babilońskim), który jest używany w Chinach od II wieku p.n.e.
Miesiące mają nazwy tak jak poszczególne lata, czyli Tygrysa, Zająca, Smoka, itd w odpowiednim żywiole. Miesiące podzielone są przede wszystkim na 6-dniowe okresy, (to powiązanie z Księgą Przemian - Yijing), ale wyróżnia się również okresy 10-dniowe (tzw.: "10 oficerów"). Profesjonalne, tzw.: "tysiącletnie" kalendarze obrazują kalendarz i solarny, i lunarny jednocześnie. Dni również nazywane są od zwierząt i żywiołów.
Chiński kalendarz składa się z sześćdziesięcioletnich cykli, które stanowią kombinację dwunastu ziemskich gałęzi reprezentowanych przez 12 zwierząt i pięciu niebiańskich pni ukazywanych przez 5 żywiołów: Drzewo (często mylnie nazywany "drewnem"), Ogień, Ziemia, Metal, Woda – każdy w wariancie yin lub yang. Żywioły w metafizyce chińskiej występują właśnie w tej kolejności i zawsze rozpoczyna się ich wymienianie od żywiołu Drzewa. Znajduje to odzwierciedlenie w 60-letnim cyklu kalendarza, który to cykl rozpoczyna się od Roku Tygrysa w Żywiole Drzewa, a kończy na Roku Świni w Żywiole Wody. Tygrys reprezentuje Drzewo, Świnia jest reprezentantem Wody.
Kalendarz od początku opiera się na precyzyjnej obserwacji wysokości słońca oraz faz księżyca.
Chiński Nowy Rok Lunarny jest ruchomą datą, przypadającą na styczeń lub luty. Obecnie (od 29 stycznia 2025) trwa Rok Węża, następne po nim będą obchodzone lata: Konia, Kozy, Małpy, Koguta, Psa, Świni, Szczura, Bawołu, Tygrysa, Zająca, Smoka i tak każdy cykl się powtarza.
Chiński Nowy Rok Solarny zaczyna się zwykle 4 lutego naszego kalendarza gregoriańskiego, (czasem 3 lutego, jak np.: w 2017 r.), a moment rozpoczęcia zależy od punktu w czasie, którym jest połowa odległości czasowej od przesilenia zimowego i równonocy wiosennej na półkuli północnej. To właśnie początek Roku Solarnego uważany jest za Święto Wiosny (立春; Lìchūn).

## Pory dnia
Podobnie jak lata, miesiące i dni biorą swoje nazwy od „ziemskich gałęzi”. Dobę Chińczycy dzielą na 12 części, a każda z pór odpowiada jednemu zwierzęciu (podobnie jak w kalendarzu babilońskim, zwyczajowo pory te nazywane są godziną, mimo że w rzeczywistości każda z nich trwa 120 minut). Każde ze zwierząt występuje również w odpowiednim żywiole. W ten sposób otrzymujemy informacje o ośmiu typach energii  - po dwa z roku, miesiąca, dnia i godziny. Zestaw ten zwany jest Ba Zi (osiem danych) i służy do bardzo wielu dziedzin - od medycyny przez kuchnię aż po prognozowanie przez profesjonalistów stanów energetycznych mogących pozytywnie lub negatywnie wpływać na człowieka.
- godzina szczura (chiń. 子) godz. 23-1 (chiński kalendarz wyróżnia godzinę późnego i wczesnego Szczura - 23 do 24 i 24 do 1)
- godzina bawołu (chiń. 丑) godz. 1-3
- godzina tygrysa (chiń. 寅) godz. 3-5
- godzina królika (chiń. 卯) godz. 5-7
- godzina smoka (chiń. 辰) godz. 7-9
- godzina węża (chiń. 巳) godz. 9-11
- godzina konia (chiń. 午) godz. 11-13
- godzina kozy (chiń. 未) godz. 13-15
- godzina małpy (chiń. 申) godz. 15-17
- godzina koguta (chiń. 酉) godz. 17-19
- godzina psa (chiń. 戌) godz. 19-21
- godzina świni (chiń. 亥) godz. 21-23